# Dansk bladtegning - danske bladtegnere. En dokumentation.
Dansk bladtegning - danske bladtegnere. En dokumentation. er en dansk dokumentarfilm fra 1984 med instruktion og manuskript af Kirsten Stenbæk.

## Handling
Dokumentarfilm, der i en art collage præsenterer en lang række danske bladtegnere, personer såvel som deres produkter, mens lydsporet bringer citater fra revy-sketches